# 阿里亚·毛拉纳·阿蒂亚塔玛
阿里亚·毛拉纳·阿蒂亚塔玛（1996年9月30日—），印尼男子羽毛球運動員。

## 簡歷
2012年7月，阿蒂亚塔玛出戰南韓金泉市舉行的亞洲青年羽毛球錦標賽，與伊迪·苏巴蒂亚合作贏得男子雙打冠軍。
2015年7月，阿蒂亚塔玛代表印尼（Universitas Trisakti）出戰韓國光州市舉行的世界大學生運動會羽毛球比賽。

## 主要比賽成績
只列出曾進入準決賽的國際賽事成績：
| 年份   | 賽事                     | 公開賽級別 | 項目     | 拍檔                     | 成績 |
| ------ | ------------------------ | ---------- | -------- | ------------------------ | ---- |
| 2012年 | 羅馬尼亞羽毛球國際賽     | 國際系列賽 | 男子雙打 | 伊迪·苏巴蒂亚            | 亞軍 |
| 2012年 | 亞洲青年羽毛球錦標賽     | 其他       | 男子雙打 | 伊迪·苏巴蒂亚            | 冠軍 |
| 2013年 | 亞洲青年羽毛球錦標賽     | 其他       | 混合團體 | －                       | 季軍 |
| 2013年 | 亞洲青年羽毛球錦標賽     | 其他       | 男子雙打 | 凯文·桑加亚·苏卡穆约     | 季軍 |
| 2013年 | 馬爾代夫羽毛球國際挑戰賽 | 國際挑戰賽 | 男子雙打 | 阿尔弗兰·埃科·普拉塞特亚 | 亞軍 |
| 2013年 | 世界青年羽毛球錦標賽     | 其他       | 混合團體 | －                       | 亞軍 |

| 2007-2017年 | 首要超級賽 | 超級賽 | 黃金大獎賽 | 大獎賽 | 國際挑戰賽 | 國際系列賽 | 未來系列賽 | 其他 |

| 2018-2026年 | 總決賽 | 超級1000賽 | 超級750賽 | 超級500賽 | 超級300賽 | 超級100賽 | 國際挑戰賽 | 國際系列賽 | 未來系列賽 | 其他 |